# Tikka M65

Die Tikka M65 ist eine Repetierbüchse, die vom finnischen Hersteller Oy Tikkakoski Ab (Tikka), einer späteren Tochtergesellschaft von Sako, produziert wurde. Gemeinsame Bestandteile aller M65-Modelle sind das Verschlusssystem mit zwei Verriegelungswarzen, Sicherung, einstellbarer Abzug und herausnehmbares Magazin.

## Geschichte
Tikka ist für Entwicklung und Produktion von Waffen seit der Firmengründung 1893 bekannt, auch wenn Repetiergewehre nur einen Teil der Aktivitäten ausmachten. Bis 1944 wurden bei Tikka auf Basis des russischen Mosin-Nagant-Gewehres Waffen weiterentwickelt und gebaut. Die Modellhistorie des M65 beginnt in der Nachkriegszeit mit dem Chefentwickler Toivo Pirttimäki, der bis in die 1990er Jahre maßgeblichen Einfluss auf die Gewehre von Tikka hatte. Ab September 1967 wurde als erstes Nachkriegsmodell das Gewehr Tikka M76 mit den Kalibern 7 × 57 mm, .308 Win und .243 Win vorgestellt. Zum Umfang der Produktion ist bekannt, dass 1968 die Seriennummern 10001 bis 10554 und 1969 die Seriennummern 110000 bis 115000 vergeben wurden. Ab 1968 wurden weitere Kaliber verfügbar und das Gewehr erhielt die Modellbezeichnungen LSA55 und später M55.
Die Modellreihe M65 wurde 1969 zuerst vorgestellt und in verschiedenen Varianten des M65 angeboten.
Die Jahre 1965–1988 waren Tikas „goldenes Zeitalter“, was Gewehre, Schrotflinten und Doppelschrotflinten anging. Toivo Pirttimäki war von 1964 bis zum Ende des Fabrikbetriebs als Chefdesigner aller Tikka-Waffen tätig.
Zu diesem Zeitpunkt wurden die Jagdgewehre Tikka M65 / LSA 65 geboren, die aufgrund ihrer Qualität an Beliebtheit gewannen. LSA war eine Eigenmarke von Tikas US-Importeur Ithaca Gun Co. in Ithaca, New York.
Die Schlossstruktur der Jagdgewehre M55 und M65 von Tikkakoski war die Grundlage für die Beliebtheit der Gewehre.
Das M65-Gewehr erhielt einen modifizierten Verschluss und ein größeres Magazin, um auch Patronen größerer Kaliber verwenden zu können. Die verfügbaren Dralllängen waren jeweils auf die unterschiedlichen Kaliber abgestimmt. Für Rechts- und Linkshänder wurden unterschiedliche Schäfte angeboten.
Die Modelle tragen die Namen Deluxe, Heavy-Barrel, Sporter, Standard, Supersporter, Trapper, Varmint und Wildschweinmuster. Hergestellt von Oy Tikkakoski Ab. Technische Daten für ein typisches Standardbeispiel: 6,5×55mm, randlos. 1080 mm insgesamt, 3,40 kg ungeladen. 560 mm Lauf, 4-rilliges Gewehr; rechts, konzentrisch. Abnehmbares Kastenmagazin, 5 Schuss. Optisches Visier. 780 m/s mit 9,3-Gramm-Geschoss.
1970*: Das war etwas mehr als ein Modell 55, das auf eine größere Kammer erweitert wurde. Die Spannstellenabdeckung wurde aufgrund des längeren Schlagbolzenweges verlängert und der Schraubengriffboden geglättet.
Freischwingende Läufe förderten eine hervorragende Genauigkeit. Fünf-Schuss-Magazine waren Standard.
1977*: Erhältlich in 30-06 oder 308 Winchester, hatte das Wildschweinmodell (in Nordamerika manchmal auch als „Trapper“ bekannt) einen 520-mm-Lauf und ein Viertelrippenvisier. Die Pistolengriffkappe und die Vorderschaftspitze waren aus Palisander, aber es wurden keine Distanzstücke verwendet.
1978*: Die Tikka 65 Sporters (nur 6-5 × 55mm, 270, 30-06 oder 308) werden eingeführt. Viele der Gewehre, die vor allem in Nordamerika oft als „Heavy Barrel“ oder „Varmint“ bekannt sind, wurden mit den für Bewegungswettbewerbe erforderlichen Holzstoßplatten ausgestattet. Die Sportler waren insgesamt 1.110 mm groß, hatten 600 mm Läufe und wogen 4-5 kg.
1979: 7 × 64mm, 7mm Remington Magnum und 300 Winchester Magnum Kammerungen wurden hinzugefügt.
1983* erschien der Tikka 65 Super Sporter. Abgesehen von einem längeren Lauf war er identisch mit dem Modell-55-Muster.
1985*: Die außergewöhnliche M65A (oder 65A-308) bot einen speziellen Deep-Beavertail-Vorderschaft mit Zweibeinaufsatz. Das Zehn-Schuss-Magazin befand sich in einem zusätzlichen Holzgehäuse, und der anatomische Kunststoff-Pistolengriff verankerte einen rohrförmigen Metallstoß, der in einem verstellbaren Schulterpolster endete. Ein hölzerner Kamm-Block konnte bei Bedarf entlang des Schaftrohres geschoben werden.
Die Produktion lief am Tikka-Standort in Tikkakoski bis 1989 weiter. Dort wurden zu dieser Modellreihe auch das M658 (ab 1986) und das M658 Mag (ab 1986) gefertigt. Ab 1989 wurde die Produktion an den Standort von Sako in Riihimäki verlegt und mit den Modellen M658, M690 und M695 fortgesetzt.
Die Modellreihen wurden für ihre Präzision, gute Qualität und Verarbeitung bekannt. In den USA wurden diese Modelle auch als „Ithaca LSA 55“  und „Ithaca LSA 65“ bekannt. Bereits bei diesen Modellen waren Montageschienen für Zieloptiken vorhanden. Die Waffenläufe wurden von Bofors geliefert und waren ebenfalls für gute Qualität bekannt. In den frühen 1980er Jahren kooperierte Tikka, auch als „Oy Tikkakoski Ab“ bekannt, mit Sako. Auf dieser Basis entstanden ebenfalls die Nachfolgemodelle M558 sowie M658. Zur Modellreihe M658 M690 M695 ist bekannt, dass die Magazine und weitere Bauteile kompatibel sind. Das heutige Modell Tikka T3 ist der aktuelle Nachfolger in der Modellreihe Tikka Tx, die bis heute produziert wird. Seit den 2000er Jahren gehört Sako zur Beretta-Group; die aktuellen Waffenmodelle werden nach wie vor in Finnland gefertigt.

## Versionen
Die Versionen M65 Standard und M65 Deluxe wurden mit einem Kasten-Magazin für 5 Patronen ausgeliefert. Der Abzug ist einstellbar. Es können Werte zwischen 1 kg und 3 kg eingestellt werden. Die Version M 65 Sporter bekam einen schwereren Lauf und ein Magazin für 7 Patronen, das in dem etwas höheren Schaft bündig abschließt. Beim Modell M55 ist das Magazin einreihig; beim Modell M65 ist das Magazin zweireihig. Für M65 wurden Magazine für bis zu zehn Patronen in den Kalibern .308 Winchester und .30-06 Springfield angeboten.
| Modell                 | Gesamtlänge | Lauflänge | Gewicht    | Büchsenmunition in mm                         | Büchsenmunition in Zoll                                                                       |
| ---------------------- | ----------- | --------- | ---------- | --------------------------------------------- | --------------------------------------------------------------------------------------------- |
| Tikka M65 Standard     | 1080 mm     | 560 mm    | 3,4 kg     | 6,5 × 55 mm, 7 × 64 mm, 7 mm Remington Magnum | 25-06 Remington, .270 Winchester, .308 Winchester, .30-06 Springfield, .300 Winchester Magnum |
| Tikka M65 Deluxe       | 1080 mm     | 560 mm    | 3,4 kg     | 6,5 × 55 mm, 7 × 64 mm, 7 mm Remington Magnum | 25-06 Remington, .270 Winchester, .308 Winchester, .30-06 Springfield, .300 Winchester Magnum |
| Tikka M65 Wildboar     | 1040 mm     | 520 mm    | 3,4 kg     | 6,5 × 55 mm, 7 × 64 mm, 7 mm Remington Magnum | 25-06 Remington, .270 Winchester, .308 Winchester, .30-06 Springfield, .300 Winchester Magnum |
| Tikka M65 Trapper      | 1030 mm     | 520 mm    | 3,0–3,1 kg | 6,5 × 55 mm, 7 × 64 mm, 7 mm Remington Magnum | 25-06 Remington, .270 Winchester, .308 Winchester, .30-06 Springfield, .300 Winchester Magnum |
| Tikka M65 Sporter      | 1100 mm     | 620 mm    | 4,5 kg     | 6,5 × 55 mm                                   | .270 Winchester, .308 Winchester, .30-06 Springfield                                          |
| Tikka M65 Heavy Barrel | 1120 mm     | 620 mm    | 4,5 kg     | 6,5 × 55 mm                                   | .270 Winchester, .308 Winchester, .30-06 Springfield                                          |

| Baujahr | Seriennummer |
| ------- | ------------ |
| 1969    | 20001        |
| 1970    | - 20500      |
| 1971    | - 22500      |
| 1972    | - 26000      |
| 1973    | - 28000      |
| 1974    | - 30500      |
| 1975    | - 32000      |
| 1976    | - 36000      |
| 1985    | - 77766      |